# Campeonato da Austrália de Ciclismo em Estrada
Os Campeonatos da Austrália de Ciclismo em Estrada são organizados anualmente desde o ano de 1950 para determinar o campeão ciclista da Austrália de cada ano, na modalidade.
O título é outorgado ao vencedor de uma única prova, na modalidade de estrada. O vencedor obtêm o direito de usar a maillot com as cores da bandeira da Austrália até ao campeonato do ano seguinte, unicamente quando disputa provas em linha.

## Palmares

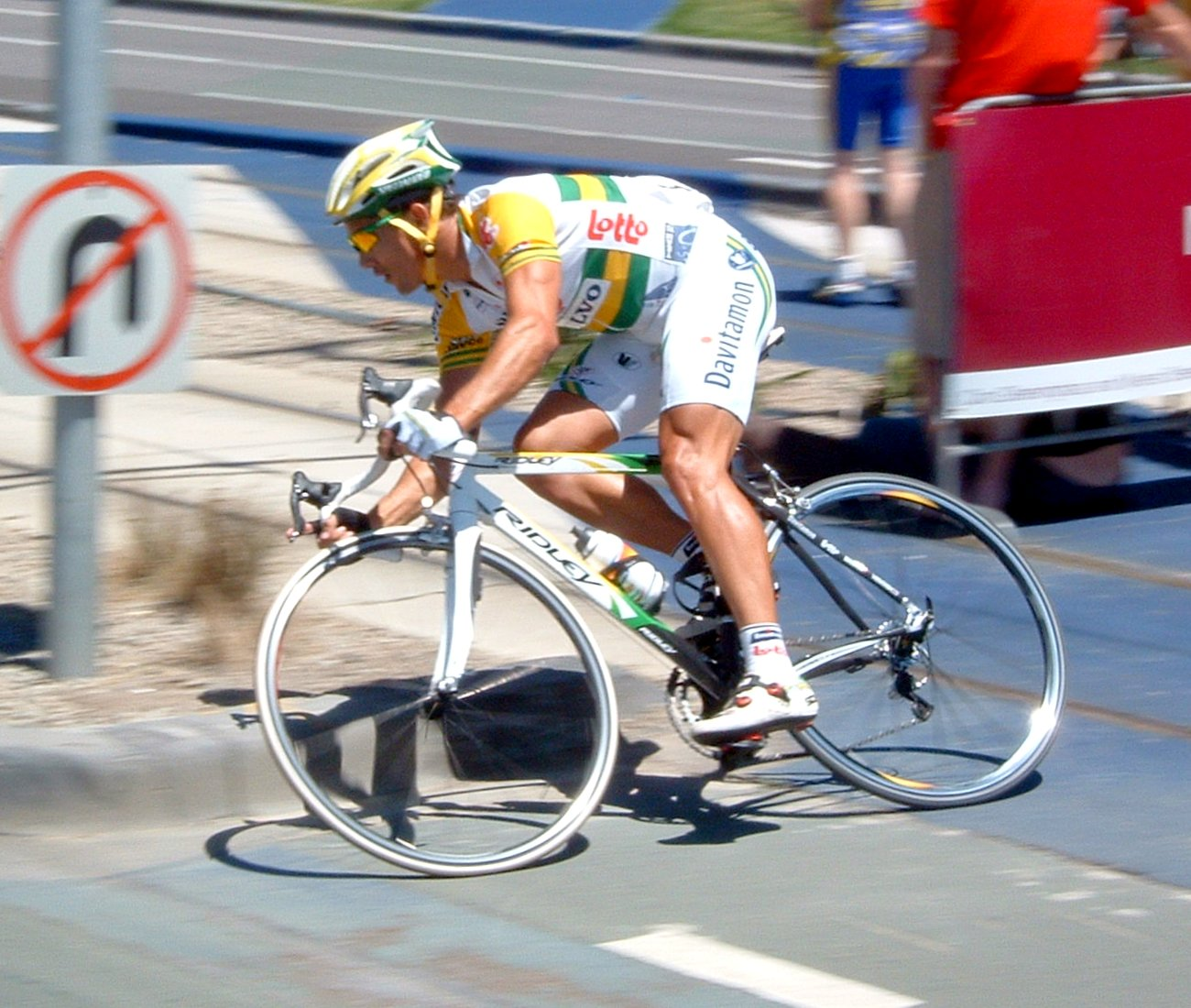
Robbie McEwen com o maillot de campeão da Austrália, em 2005, durante a Paris-Tours

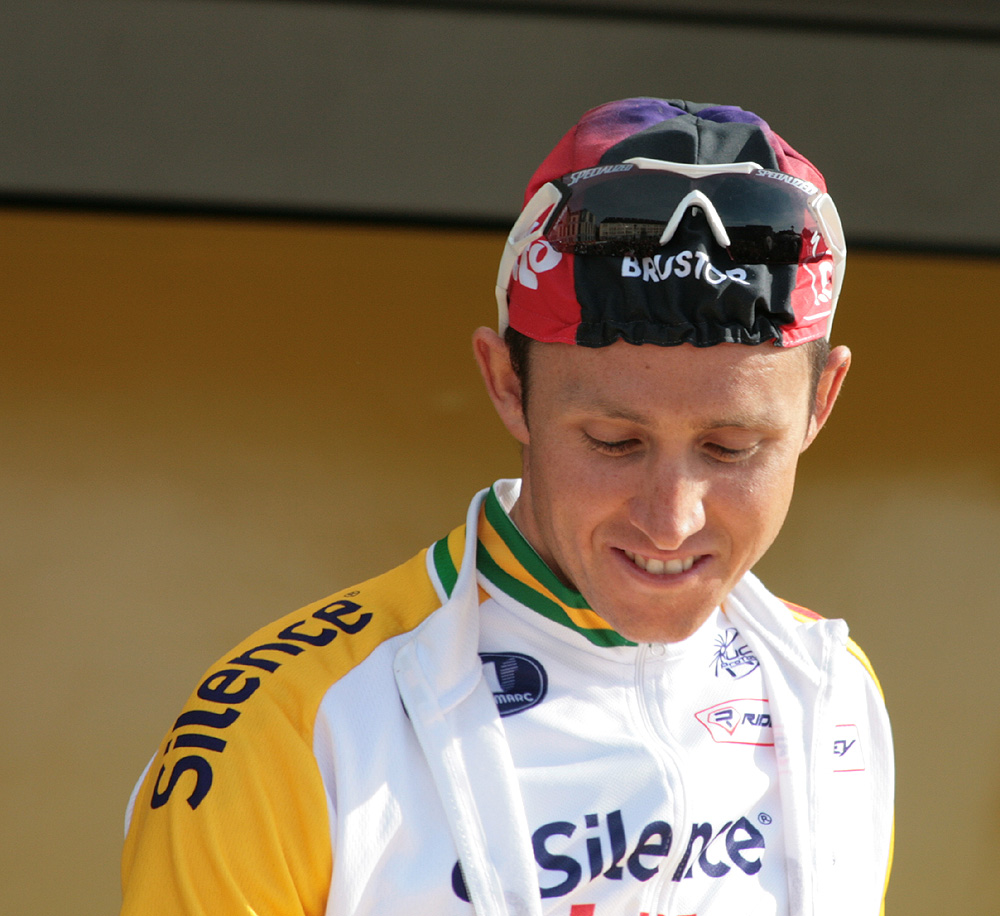
Matthew Lloyd com o maillot de campeão da Austrália, na saída da Lièje-Bastogne-Lièje, em 2008

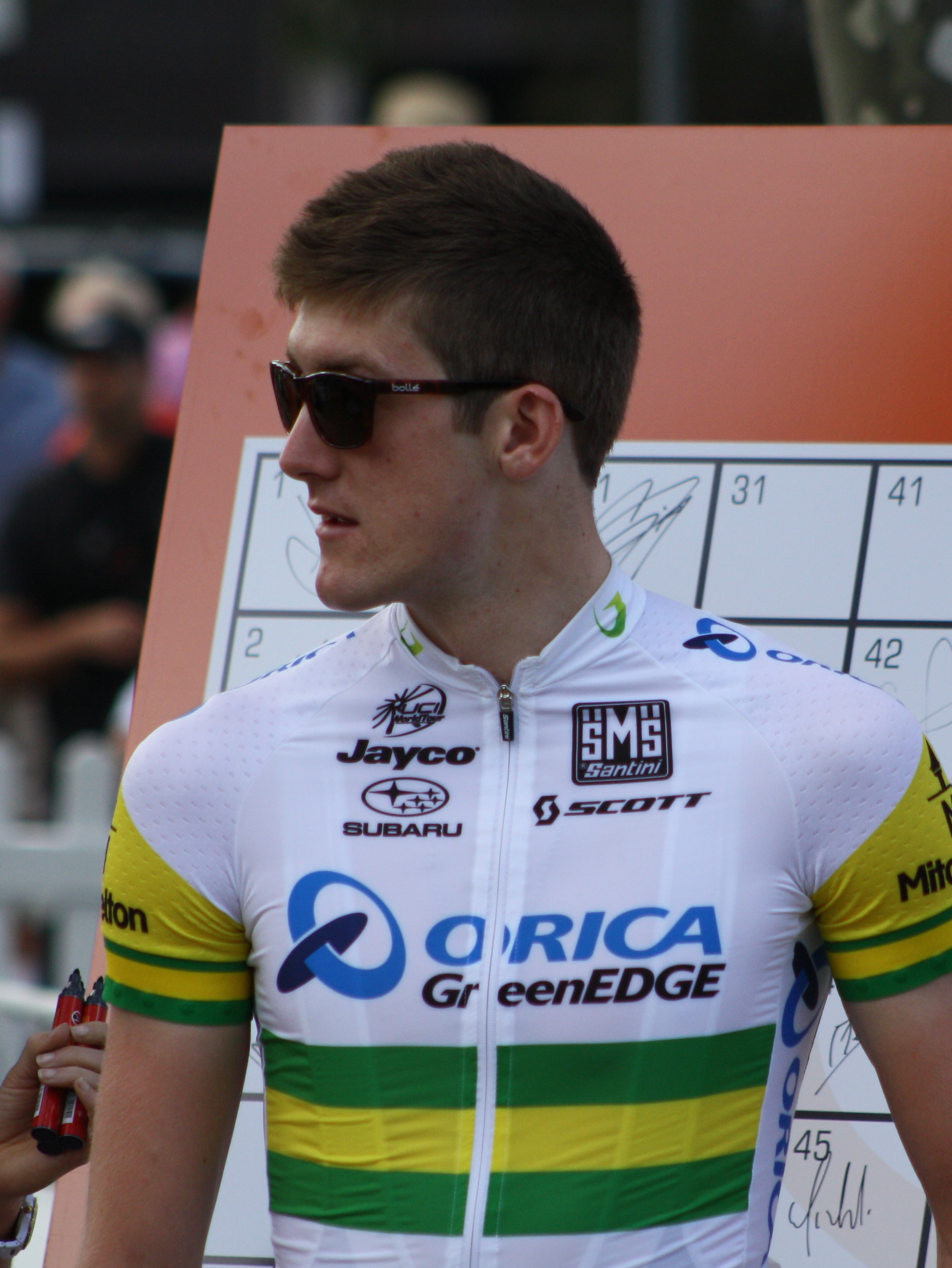
Luke Durbridge campeão da Austrália em 2013

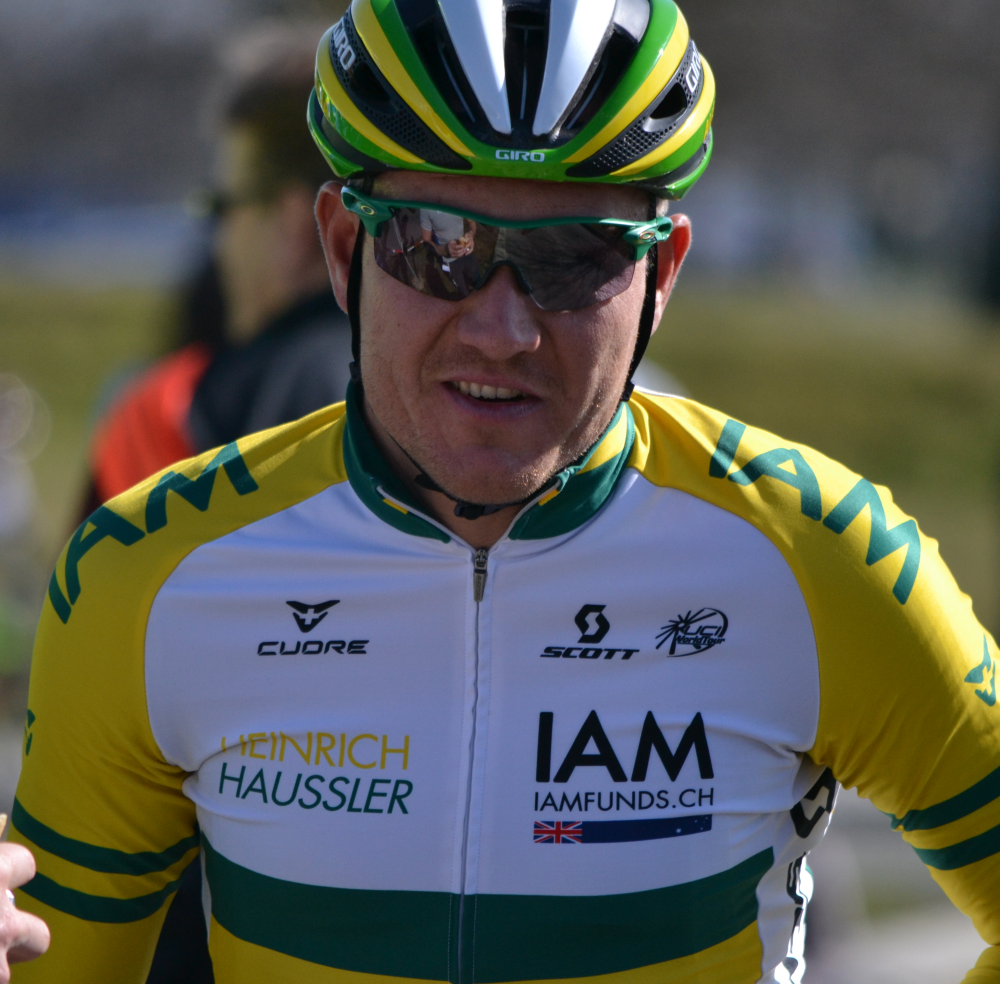
Heinrich Haussler campeão da Austrália em 2015

| Ano  | Vencedor            | Segundo           | Terceiro           |
| 1950 | Keith Rowley        | Harold Johnson    | Stan Bonney        |
| 1951 | John Beasley        | Graham Stabell    | Peter Anthony      |
| 1952 | Neil Peadon         | Graham Stabell    | Max Rowley         |
| 1953 | Alby Saunders       | Hector Sutherland | Neil Peadon        |
| 1954 | Eddy Smith          | Hector Sutherland | Angelo Catalano    |
| 1955 | Eddy Smith          | Murray French     | Ronald Murray      |
| 1956 | Russell Mockridge   | Eddy Smith        | Viv Blazely        |
| 1957 | Russell Mockridge   | James Taylor      | Peter Panton       |
| 1958 | Russell Mockridge   | Peter Panton      | Barry Waddell      |
| 1959 | Fred Roche          | Sid Patterson     | John Young         |
| 1960 | Fred Roche          | John Young        | Bill Knevitt       |
| 1961 | Neville Veale       | Bill Knevitt      | Fred Roche         |
| 1962 | John O'Sullivan     | Alan McLennan     | Kerry Hoole        |
| 1963 | Warwick Dalton      | Kerry Hoole       | John Young         |
| 1964 | Barry Waddell       | Bill Lawrie       | Sid Patterson      |
| 1965 | Matt Martino        | Barry Walker      | John Young         |
| 1966 | Kerry Hoole         | Ian Campbell      | Glen Birmingham    |
| 1967 | Graeme Gilmore      | Keith Oliver, Jr. | Kerry Hoole        |
| 1968 | Barry Waddell       | Kerry Hoole       | Keith Oliver, Jr.  |
| 1969 | Robert Whetters     | Tony Kelliher     | Vic Browne         |
| 1970 | Graham McVilly      | Keith Oliver, Jr. | Alan Goodchild     |
| 1971 | Graham McVilly      | Kerry Hoole       | Laurie Rogers      |
| 1972 | Kevin Spencer       | Frank Atkins      | Kerry Hoole        |
| 1973 | Kerry Hoole         | Henk Vogels, Sr.  | Vic Adams          |
| 1974 | Graham Rowley       | Vic Adams         | Warren Rudd        |
| 1975 | Donald Wilson       | Bruce Hunt        | Mike Dye           |
| 1976 | Peter Besanko       | Graham McVilly    | Tony Branchflower  |
| 1977 | Donald Wilson       | John Trevorrow    |                    |
| 1978 | John Trevorrow      | Graeme Hodgkiss   | Shane Bartley      |
| 1979 | John Trevorrow      | David Allan       | Terry Hammond      |
| 1980 | John Trevorrow      | Peter Besanko     | Terry Stacey       |
| 1981 | Clyde Sefton        | John Trevorrow    | David Allan        |
| 1982 | Wayne Hildred       | Terry Hammond     | Peter Besanko      |
| 1983 | Terry Hammond       | Clyde Sefton      | Shane Sutton       |
| 1984 | Peter Besanko       | Jim Krynen        | Shane Sutton       |
| 1985 | Laurie Venn         | Murray Hall       | Wayne Nicholls     |
| 1986 | Wayne Hildred       | Michael Lynch     | Anthony Hughes     |
| 1987 | Alan Dipple         | Wayne Hildred     | Paul Miller        |
| 1988 | Paul Miller         | Michael Lynch     | Paul Rugari        |
| 1989 | Gary Clively        | Edward Salas      | Scott Steward      |
| 1990 | Dean McDonald       | Edward Salas      | Malcolm Van Unen   |
| 1991 | Neil Stephens       | Peter Besanko     | Marcus Burns       |
| 1992 | David McFarlane     | Gavin Parsonage   | Tim Jamieson       |
| 1993 | Edward Salas        | Gavin Parsonage   | Peter Besanko      |
| 1994 | Allan Iacuone       | Nicolas Gates     | Scott McGrory      |
| 1995 | Neil Stephens       | Scott McGrory     | Damian Forster     |
| 1996 | Nick Gates          | Damian McDonald   | Edward Salas       |
| 1997 | Jonathan Hall       | Tristan Priem     | Steve Williams     |
| 1998 | David McKenzie      | Tom Leaper        | Edward Salas       |
| 1999 | Henk Vogels         | Stuart O'Grady    | Jamie Drew         |
| 2000 | Jamie Drew          | Jamie Drew        | Scott Sunderland   |
| 2001 | Steve Williams      | Cameron Hughes    | Matthew Wilson     |
| 2002 | Robbie McEwen       | Nathan O'Neill    | Robert Tighello    |
| 2003 | Stuart O'Grady      | Allan Davis       | Patrick Jonker     |
| 2004 | Matthew Wilson      | Robert McLachlan  | David McKenzie     |
| 2005 | Robbie McEwen       | Robert McLachlan  | Paul Crake         |
| 2006 | Russell van Hout    | Adam Hansen       | Henk Vogels        |
| 2007 | Darren Lapthorne    | Robert McLachlan  | Karl Menzies       |
| 2008 | Matthew Lloyd       | Adam Hansen       | Rory Sutherland    |
| 2009 | Peter McDonald      | Michael Rogers    | Adam Hansen        |
| 2010 | Travis Meyer        | David Kemp        | Damien Turner      |
| 2011 | Jack Bobridge       | Matthew Goss      | Simon Gerrans      |
| 2012 | Simon Gerrans       | Matthew Lloyd     | Richie Porte       |
| 2013 | Luke Durbridge      | Michael Matthews  | Steele Von Hoff    |
| 2014 | Simon Gerrans       | Cadel Evans       | Richie Porte       |
| 2015 | Heinrich Haussler   | Caleb Ewan        | Neil Van der Ploeg |
| 2016 | Jack Bobridge       | Cameron Meyer     | Patrick Lane       |
| 2017 | Miles Scotson       | Simon Gerrans     | Nathan Haas        |
| 2018 | Alexander Edmondson | Jay McCarthy      | Chris Harper       |
| 2019 | Michael Freiberg    | Chris Harper      | Cameron Meyer      |